# BSG DWM Posen
Die Betriebssportgemeinschaft der Deutschen Waffen- und Munitionsfabriken Posen war ein Sportverein aus Posen. 

## Geschichte
Die BSG DWM Posen wurde 1940 gegründet. Ab 1941 nahm der Verein an der neu gegründeten Gauliga Wartheland teil und wurde hinter DSC Posen Zweiter in der Gruppe 1. Im folgenden Jahr gelang mit nur einer Niederlage im gesamten Saisonverlauf in der mittlerweile zu einer Staffel zusammengefügten Liga die Meisterschaft. Damit qualifizierte sich der Klub für die Endrunde um die deutsche Meisterschaft 1942/43, scheiterte dort jedoch in der Vorrunde an SG Ordnungspolizei Warschau. Nach einer Umbenennung in SGDW Posen (Sportgemeinschaft Deutsche Waffen) gelang in der folgenden Spielzeit erneut mit nur einer Niederlage die Titelverteidigung. Abermals schied die Mannschaft in der Meisterschaftsendrunde in ihrem ersten Spiel aus, als der Vertreter der Sportbereichsklasse Niederschlesien STC Hirschberg die Posener mit 7:0 zu deklassieren vermochte. Neben den Meisterschaftsendrundenteilnahmen konnte die Mannschaft auch eine Teilnahme im Pokal verbuchen. Auch im Tschammerpokal 1943 konnte jedoch kein Sieg gelingen, gegen den VfB Königsberg verlor sie mit 0:4. 1945 wurde der Verein aufgelöst.